# Karići (Donji Vakuf, BiH)
Karići su naseljeno mjesto u općini Donji Vakuf, Federacija Bosne i Hercegovine, BiH.
Nalazi se jugoistočno od Donjeg Vakufa.

## Stanovništvo

### 1991.
Nacionalni sastav stanovništva 1991. godine, bio je sljedeći:
ukupno: 118
- Muslimani - 115
- ostali, neopredijeljeni i nepoznato - 3

### 2013.
Nacionalni sastav stanovništva 2013. godine, bio je sljedeći:
ukupno: 45
- Bošnjaci - 30
- ostali, neopredijeljeni i nepoznato - 15

## Vanjske poveznice
- Satelitska snimka  Arhivirana inačica izvorne stranice od 10. travnja 2020. (Wayback Machine)